# Distretto di Bo Thong
Il distretto di Bo Thong (in thailandese: บ่อทอง) è un distretto (amphoe) della Thailandia, situato nella provincia di Chonburi.